# Dream Dad
Dream Dad es una serie de televisión filipina transmitida por ABS-CBN de 24 de noviembre de 2014 a 17 de abril de 2015. Está protagonizada por Jana Casandra Agoncillo y Zanjoe Marudo.

## Argumento
La historia se centra en Sebastián "Baste" V. Javier (Zanjoe Marudo). Fue nombrado por su padre para ser el nuevo presidente de ENS donde el padre de Baste retiró como presidente, de varios millones de la compañía de su familia, porque no podía rechazar su deseo de mi padre; Hilvanar es un jefe de buen corazón. Baste, una empresa presidente leche de soltero de ENS Dairy Corporation, que está tratando de pasar de un corazón roto, centrándose en su familia.
Se cruza con Baby (Jana Casandra Agoncillo) una muchacha brillante e inquisitivo huérfano que esté buscando una familia que va a amar y aceptar a ella. Cuando se encuentran en su orfanato, Baby rápidamente toma el gusto a su aspirante a la figura del padre.

## Elenco

### Elenco principal
- Zanjoe Marudo como Sebastián "Baste" Javier.
- Jana Casandra Agoncillo como Baby.
- Beauty González como Alexandra "Álex" Sta. María
- Maxene Magalona como April Mae.

### Elenco secundario
- Gloria Díaz como Nenita Viray-Javier.
- Ariel Ureta como Eliseo Javier.
- Ketchup Eusebio como Michael "Mac-Mac".
- Katya Santos como Precious.
- Yen Santos como Maribeth "Bebeth" Morales.
- Dante Ponce como Julio Pamintuan.
- Ces Quesada como Carmen.
- Rez Cortez como Enrique Sta. María
- Atoy Co como Miguel.
- Vivieka Ravanes como Coring.
- Bryan Termulo como Kenneth Sta. María
- Teejay Marquez como Jake Sta. María
- Ana Feleo como Aleli.
- Jonicka Cyleen Movido como Rain.
- John Steven de Guzmán como Tikboy.
- Ces Aldaba
- Antonette García
- Joma Labayen
- Paulo Ángeles
- Pamu Pamorada como Lilet.
- Jacob Benedicto como Jaymart.
- Neri Naig como Ángel San José.

### Participaciones especiales
- Raikko Mateo como Baste (joven)
- Carlo Aquino como Eliseo (joven).
- Anna Luna como Nenita (joven).
- Sue Ramírez como Carmen (joven).
- Paul Jake Castillo como Miguel (joven).
- Kiray Celis como Gracia Anna (personaje de televisión).
- Michelle Vito como señorita Glenda (personaje de televisión).
- Vía Veloso
- Christopher Roxas